# Club Calcio Catania 1949-1950
Questa pagina raccoglie i dati riguardanti il Calcio Catania nelle competizioni ufficiali della stagione calcistica 1949-1950.

## Stagione
Dopo la promozione ottenuta a tavolino, arrivano anche un nuovo presidente per il Catania, Lorenzo Fazio, e un nuovo allenatore Mario Magnozzi che sarà avvicendato alla sedicesima giornata dall'ungherese Stanislao Klein. Arrivano quali rinforzi l'esperto terzino Alfredo Piram, i mediani Dandolo Brondi e Bruno Ziz, gli interni Aldo Gavazzi ed Enzo Garavoglia, le ali Aldo Peruzzo e Raffaele Pierini, ma l'acquisto sicuramente più prestigioso è Serafino Romani ala destra prelevato dal Modena.
Zavorrati dalle vicende estive gli etnei partono con buoni propositi nel campionato cadetto, che prevede cinque retrocessioni, dopo un inizio tranquillo, cambio allenatore prima della trasferta di Modena, e salvezza raggiunta senza patemi, con un meritato lieto fine.
Nella stagione 1949-1950 il Catania ritrova la Serie B, con 40 punti si piazza a metà classifica, il torneo cadetto ha promosso in Serie A il Napoli primo con 61 punti e l'Udinese seconda con 60 punti in classifica.

## Rosa
| N. |                     | Ruolo | Calciatore       |
| -- | ------------------- | ----- | ---------------- |
|    | Italia (bandiera)   | P     | Cesare Goffi     |
|    | Italia (bandiera)   | P     | Amedeo Rega      |
|    | Italia (bandiera)   | P     | Arrigo Benussi   |
|    | Italia (bandiera)   | D     | Carlo Molon      |
|    | Italia (bandiera)   | D     | Oscar Messora    |
|    | Italia (bandiera)   | D     | Bruno Zucchelli  |
|    | Italia (bandiera)   | D     | Alfredo Piram    |
|    | Italia (bandiera)   | D     | Antonio Pistone  |
|    | Ungheria (bandiera) | D     | György Mogoy     |
|    | Italia (bandiera)   | C     | Faustino Ardesi  |
|    | Italia (bandiera)   | C     | Dandolo Brondi   |
|    | Italia (bandiera)   | C     | Aldo Gavazzi     |
|    | Italia (bandiera)   | C     | Aldo Gualeni     |
|    | Italia (bandiera)   | C     | Raffaele Pierini |

| N. |                   | Ruolo | Calciatore         |
| -- | ----------------- | ----- | ------------------ |
|    | Italia (bandiera) | C     | Giovanni Prevosti  |
|    | Italia (bandiera) | C     | Enzo Garavoglia    |
|    | Italia (bandiera) | C     | Aldo Peruzzo       |
|    | Italia (bandiera) | C     | Ottorino Bossi     |
|    | Italia (bandiera) | C     | Giuseppe Gaggiotti |
|    | Italia (bandiera) | C     | Giuseppe Ferlito   |
|    | Italia (bandiera) | C     | Antonio Bergonzi   |
|    | Italia (bandiera) | C     | Nicola Fusco       |
|    | Italia (bandiera) | A     | Bruno Ziz          |
|    | Italia (bandiera) | A     | Bruno Porcelli     |
|    | Italia (bandiera) | A     | Serafino Romani    |
|    | Italia (bandiera) | A     | Renzo Suozzi       |
|    | Italia (bandiera) | A     | Francesco Scimone  |
|    | Italia (bandiera) | A     | Enzo Vornoli       |

## Risultati

### Campionato

#### Girone di andata
| Arbitro: | Bernardi (Savona) |

|                                         |           |             |
| Sotgiu 6’ Arezzi 44’ Luigi Soffrido 62’ | Marcatori | 35’ Pierini |

| Arbitro: | Righi (Milano) |

|               |           |  |
| Bartolini 14’ | Marcatori |  |

| Arbitro: | Arpaia (Roma) |

|                         |           |              |
| Brondi 64’ Porcelli 90’ | Marcatori | 50’ Toncelli |

| Catania 2 ottobre 1949 4ª giornata | Catania         | 0 – 0 | Legnano | Stadio Cibali\| Arbitro: \| Maurelli (Roma) \| |
| Arbitro:                           | Maurelli (Roma) |       |         |                                                |

| Arbitro: | Piemonte (Monfalcone) |

|                             |           |  |
| Goldaniga 25’ Bandirali 88’ | Marcatori |  |

| Arbitro: | Savio (Torino) |

|                 |           |                         |
| Battistella 69’ | Marcatori | 7’ Porcelli 68’ Scimone |

| Arbitro: | Tibaldi (Savona) |

|                        |           |                       |
| Ferlito 37’ Romani 61’ | Marcatori | 77’ Silvano Trevisani |

| Arbitro: | Boffardi (Genova) |

|             |           |                    |
| Peruzzo 43’ | Marcatori | 86’ (rig.) Simatoc |

| Arbitro: | Maurelli (Roma) |

|                 |           |            |
| Cammoranesi 43’ | Marcatori | 68’ Romani |

| Arbitro: | Pera (Firenze) |

|                            |           |           |
| Polo 3’, 53’ Micheloni 54’ | Marcatori | 50’ Fusco |

| Arbitro: | Matteucci (Roma) |

|                        |           |                                    |
| Suozzi 21’ Scimone 56’ | Marcatori | 27’ Antonini 30’, 70’, 88’ Baruzzi |

| Arbitro: | Cappucci (Roma) |

|                   |           |              |
| Romani 69’ (rig.) | Marcatori | 60’ Di Paola |

| Arbitro: | Fortina (Novara) |

|                                 |           |  |
| Reddi 19’ Pozzo 63’, 81’ (rig.) | Marcatori |  |

| Arbitro: | Parpaiola (Padova) |

|                                                                 |           |                  |
| Gregorin 17’ Pallavicini 48’ Grosso 53’ (rig.) 84’ Calichio 64’ | Marcatori | 36’ (aut.) Zonch |

| Arbitro: | Molon (Verona) |

|                           |           |             |
| Sørensen 80’ Giovetti 85’ | Marcatori | 9’ Bergonzi |

| Arbitro: | Coppolone (Bari) |

|                |           |  |
| Ziz 59’ (rig.) | Marcatori |  |

| Arbitro: | Corallo (Lecce) |

|             |           |            |
| Pierini 53’ | Marcatori | 61’ Civili |

| Arbitro: | Cartei (Firenze) |

|  |           |            |
|  | Marcatori | 33’ Romani |

| Arbitro: | Picasso (Milano) |

|                                 |           |                |
| Quaresima 6’, 30’ Marchetti 19’ | Marcatori | 44’ 84’ Romani |

| Arbitro: | Vannini (Bologna) |

|                                 |           |                                  |
| Gavazzi 16’ Garavoglia 33’, 40’ | Marcatori | 56’, 82’ Michelini 73’ Trasmondi |

| Arbitro: | Coppolone (Bari) |

|  |           |             |
|  | Marcatori | 82’ Krieziu |

#### Girone di ritorno
| Arbitro: | Valsecchi (Milano) |

|                             |           |  |
| Prevosti 70’ Romani 87’ 89’ | Marcatori |  |

| Catania 5 febbraio 1950 23ª giornata | Catania       | 0 – 0 | Livorno | Stadio Cibali\| Arbitro: \| Gemini (Roma) \| |
| Arbitro:                             | Gemini (Roma) |       |         |                                              |

| Arbitro: | Cappucci (Roma) |

|                           |           |             |
| Toncelli 5’ Margiotta 79’ | Marcatori | 50’ Pierini |

| Arbitro: | Rigato (Mestre) |

|                                               |           |                               |
| Puricelli 3’ Pravisano 13’ Mozzambani 28’ 57’ | Marcatori | 56’, 77’ Porcelli 75’ Pierini |

| Arbitro: | Cambi (Livorno) |

|                                                                                 |           |  |
| Scarpellini 6’ (aut.) Romani 24’ Porcelli 33’ (rig.) Gavazzi 44’ Garavoglia 68’ | Marcatori |  |

| Arbitro: | Marchese (Napoli) |

|                             |           |            |
| Bosio 12’ (aut.) Romani 14’ | Marcatori | 48’ Pozzan |

| Arbitro: | Rigato (Mestre) |

|                        |           |  |
| Colombi 6’ De Vito 36’ | Marcatori |  |

| Arbitro: | Parpaiola (Padova) |

|                              |           |  |
| Schiavi 14’ Bertoni 17’, 70’ | Marcatori |  |

| Arbitro: | Garzelli (Livorno) |

|                                   |           |            |
| Pierini 30’ Garavoglia 87’ (rig.) | Marcatori | 16’ Farina |

| Arbitro: | Pera (Firenze) |

|           |           |               |
| Fusco 30’ | Marcatori | 52’ Marchetto |

| Arbitro: | Cambi (Livorno) |

|  |           |                  |
|  | Marcatori | 17’ (aut.) Borri |

| Arbitro: | Coppolone (Bari) |

|                |           |                 |
| Trapanelli 74’ | Marcatori | 26’, 71’ Romani |

| Catania 30 aprile 1950 34ª giornata | Catania         | 0 – 0 | Spezia | Stadio Cibali\| Arbitro: \| Cicardi (Lecco) \| |
| Arbitro:                            | Cicardi (Lecco) |       |        |                                                |

| Arbitro: | Marchese (Napoli) |

|              |           |                            |
| Porcelli 33’ | Marcatori | 18’ Grosso 84’ Pallavicini |

| Arbitro: | Liverani (Torino) |

|                                       |           |  |
| Pierini 5’ Garavoglia 32’ Vornoli 52’ | Marcatori |  |

| Arbitro: | Perego (Milano) |

|                       |           |                            |
| Messora 66’ Bossi 80’ | Marcatori | 27’ Scopigno 52’ Belcastro |

| Arbitro: | Zilli (Reggio Emilia) |

|                            |           |  |
| Zorzi 30’ (rig.) Sloan 50’ | Marcatori |  |

| Arbitro: | Gentile (Catanzaro) |

|          |           |  |
| Fusco 1’ | Marcatori |  |

| Arbitro: | Casini (Palermo) |

|                             |           |                |
| Parena 45’ (au.) Brondi 87’ | Marcatori | 41’ Vicariotto |

| Arbitro: | Pieri (Trieste) |

|  |           |             |
|  | Marcatori | 86’ Gavazzi |

| Arbitro: | Valsecchi (Milano) |

|                 |           |             |
| Šuprina 20’ 35’ | Marcatori | 66’ Gavazzi |

## Statistiche

### Statistiche di squadra
| Competizione | Punti | In casa | In casa | In casa | In casa | In casa | In casa | In trasferta | In trasferta | In trasferta | In trasferta | In trasferta | In trasferta | Totale | Totale | Totale | Totale | Totale | Totale | DR |
| Competizione | Punti | G       | V       | N       | P       | Gf      | Gs      | G            | V            | N            | P            | Gf           | Gs           | G      | V      | N      | P      | Gf     | Gs     | DR |
| ------------ | ----- | ------- | ------- | ------- | ------- | ------- | ------- | ------------ | ------------ | ------------ | ------------ | ------------ | ------------ | ------ | ------ | ------ | ------ | ------ | ------ | -- |
| Serie B      | 40    | 21      | 10      | 8       | 3       | 33      | 19      | 21           | 5            | 2            | 14           | 21           | 42           | 42     | 15     | 10     | 17     | 54     | 61     | -7 |

### Statistiche dei giocatori
| Giocatore     | Serie B  | Serie B |
| Giocatore     | Presenze | Reti    |
| ------------- | -------- | ------- |
| F. Ardesi     | 17       | 0       |
| A. Benussi    | 4        | -7      |
| A. Bergonzi   | 2        | 1       |
| O. Bossi      | 6        | 1       |
| D. Brondi     | 36       | 2       |
| G. Ferlito    | 5        | 1       |
| N. Fusco      | 33       | 3       |
| G. Gaggiotti  | 1        | 0       |
| E. Garavoglia | 22       | 5       |
| A. Gavazzi    | 35       | 4       |
| C. Goffi      | 31       | -38     |
| A. Gualeni    | 3        | 0       |
| O. Messora    | 34       | 1       |
| G. Mogoy      | 4        | 0       |
| C. Molon      | 16       | 0       |
| A. Peruzzo    | 11       | 1       |
| R. Pierini    | 32       | 6       |
| A. Piram      | 38       | 0       |
| A. Pistone    | 14       | 0       |
| B. Porcelli   | 24       | 7       |
| G. Prevosti   | 9        | 1       |
| A. Rega       | 7        | -16     |
| S. Romani     | 38       | 11      |
| F. Scimone    | 9        | 2       |
| R. Suozzi     | 11       | 1       |
| E. Vornoli    | 4        | 1       |
| B. Ziz        | 4        | 1       |
| B. Zucchelli  | 12       | 0       |